# Кобилара
Кобилара, Кобилора — річка в Україні (Путильський район Чернівецької області) та Румунії (повіт Сучава). Ліва притока Сучави (басейн Дунаю).

## Опис
Довжина річки приблизно 11 км. Формується з багатьох безіменних струмків.

## Розташування
Бере початок на північно-західній околиці села Бобейки повіту Сучава в Румунії. Тече переважно на північний схід по румунсько-українському кордоні і в селі Шепіт впадає у річку Сучаву, праву притоку Серету.

## Притоки
- Андриківський (ліва)